# سياه مرزغوابر (أملش الجنوبي)
سیاه مرزغوابر (بالفارسية: سیاه مرزگوابر) هي قرية تقع في إيران في غيلان. يقدر عدد سكانها بـ 32 نسمة بحسب إحصاء 2016.